# Lourdes
Lourdes (ejtsd: Lurd) egy kis mezőváros Délnyugat-Franciaországban, a Pireneusok lábánál fekszik. A város ma jelentős zarándokhely, amely azután alakult ki, hogy egy helyi lánynak, Bernadette Soubirous-nak megjelent Szűz Mária. A város egyik látnivalója a vára. Neve az arab Louerda szóból származik, ami rózsát jelent. Lakosainak száma 13 266 fő (2022. január 1.). Lourdes Lamarque-Pontacq, Omex, Montaut, Saint-Vincent, Adé, Aspin-en-Lavedan, Barlest, Bartrès, Jarret, Julos, Lézignan, Loubajac, Lugagnan, Ossen, Peyrouse, Poueyferré, Saint-Créac, Saint-Pé-de-Bigorre és Ségus községekkel határos.

## Népesség
A település népességének változása:
| Lakosok száma | 14 466 | 14 644 | 13 946 | 13 976 | 13 389 | 13 210 | 13 132 | 13 247 | 13 509 | 13 266 |
|               | 2012   | 2013   | 2015   | 2016   | 2017   | 2018   | 2019   | 2020   | 2021   | 2022   |

## Földrajz
A község a Pireneusok északi lábánál fekszik. A Pic du Jer nevű hegyre siklóvasút vezet. Folyója a Gave de Pau.

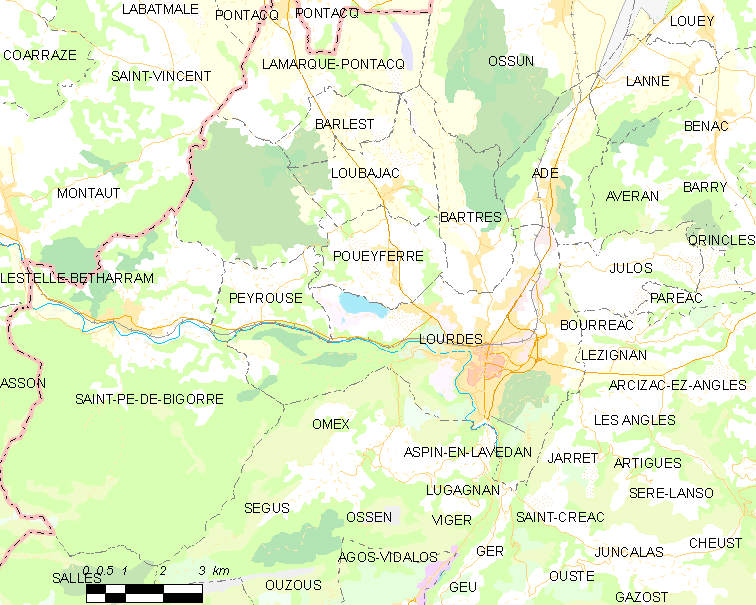
Térkép
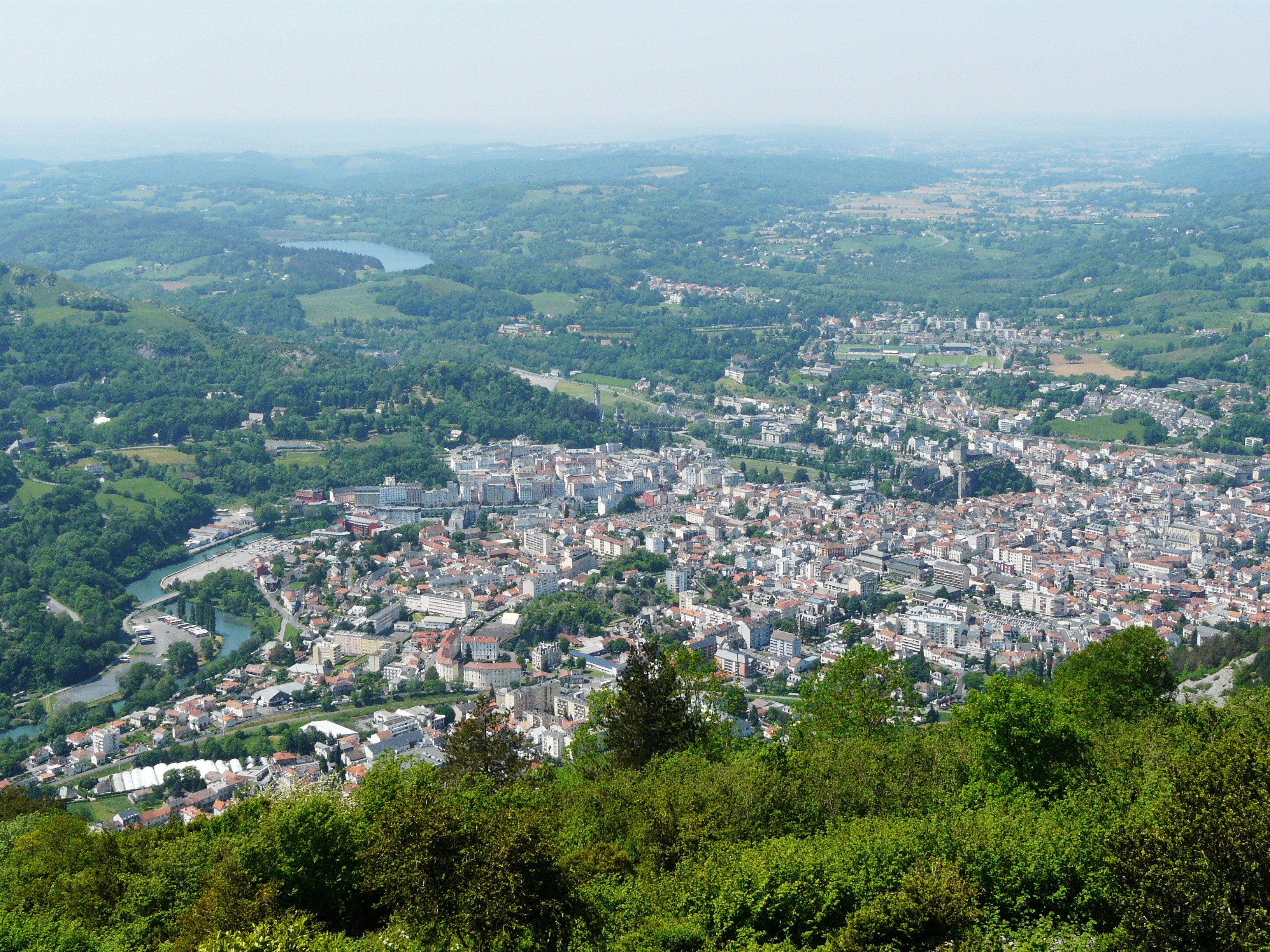
Lourdes panorámája
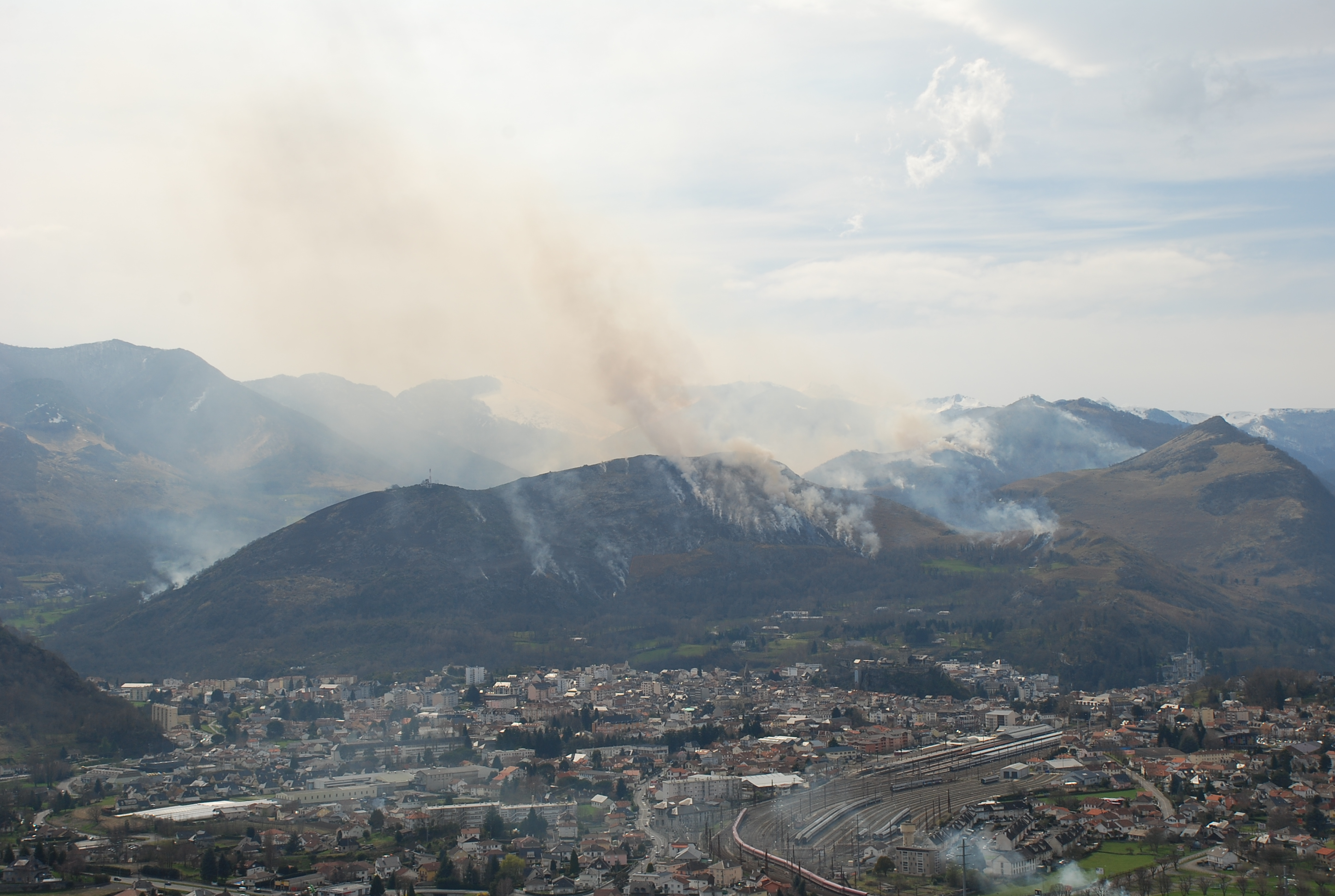
Faégetés
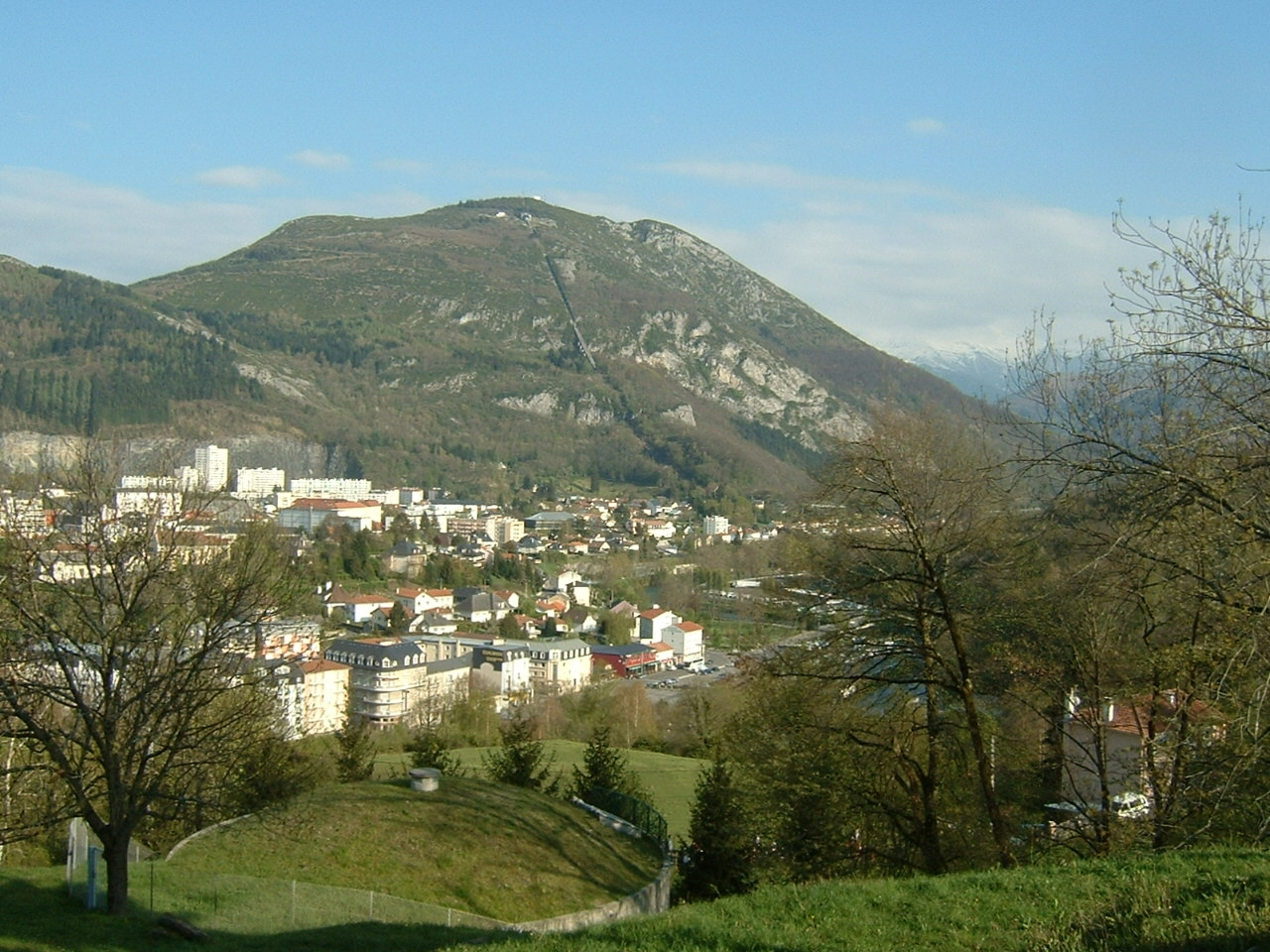
Pic du Jer

## Zarándokhely
A Szűz Mária-tisztelet egyik leghíresebb zarándokhelye. 1862 január 18.-án a tabesi püspök engedélyezte a hívőknek, hogy joguk van hinni a jelenések valódiságukban, mert az igazság minden próbáját kiállta a hosszú vizsgálat. Még abban az évben nekiláttak a lourdesi bazilika építésének. Ezután lendült fel a zarándokhely látogatóinak száma. Repülőgéppel könnyen megközelíthető – Pau Pyrénées Repülőtér, Tarbes-Lourdes-Pyrénées Repülőtér –, de sokan a különvonatot választják, ahol lelki felkészüléssel várják az érkezést.
Lourdes városába azok a betegek utaznak főként, akik felépülésüket már nem bízzák gyógyszerekre. Úgy tartják, hogy a Szűz Mária-jelenés helyszínén, a barlangból kifolyó forrásvíz gyógyító hatású. Elsősorban paralízisben, gümőkórban, rákban és vakságban szenvedők reménykedhetnek. A csodával határos gyógyulásokat egy 1883-ban alakult Orvostudományi Iroda (CMIL) vizsgálja ki, amely a városban működik.
A római katolikus egyház összesen 68 esetet fogad el csodás gyógyulásnak – amely nem fizikai vagy pszichologikus hatás alatt történt –, amit a víz gyógyító erejének tulajdonítanak. A legutolsó ilyen beteg a porckorongsérv miatt lebénult Serge François volt, aki 2002. április 12-én volt a barlangnál, és tartósan meggyógyult.
A zarándokhely területét 2012. október 21-i tetőzéssel elárasztotta a Gap folyó.

## Jelentős épületek

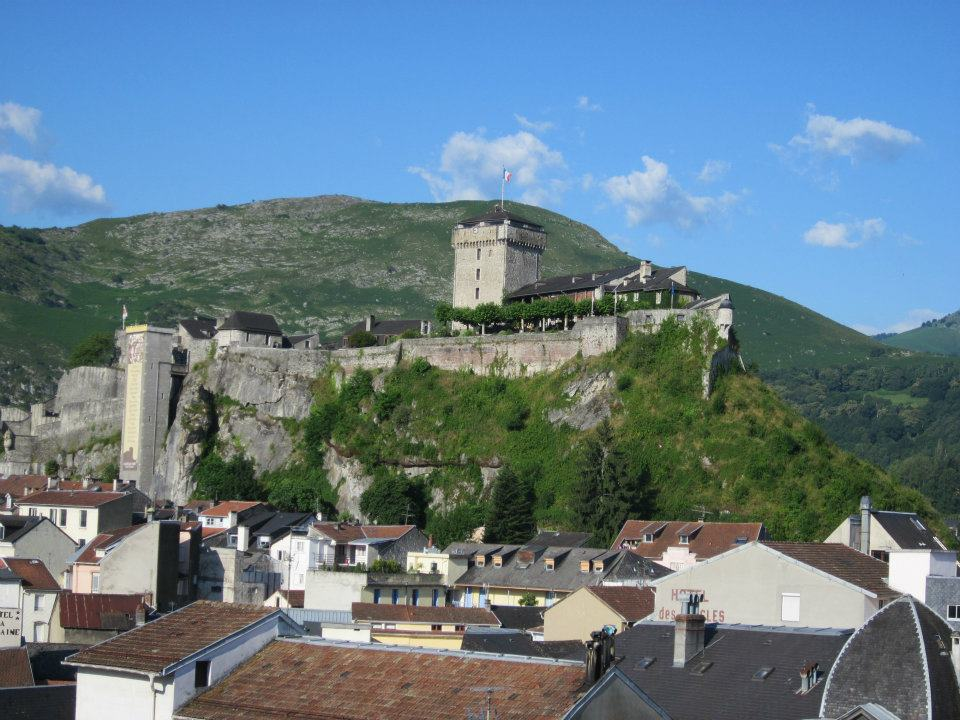
Gróf Bigorre vára

- X. Szent Piusz bazilika (25 ezer férőhelyes földalatti templom), melyet a magyar származású Pierre Vago építész – Pier Luigi Nervi és Eugéne Freyssinet világhírű szerkezettervező mérnökök közreműködésével – tervezett.
- Saint Bernadette fogadóépület (P.Vago)
- a Lourdi Miasszonyunk Bazilika.
- Bernadette Soubirous szüleinek háza.
- Kerületi bíróság
- Gróf Bigorre vára

## Turizmus

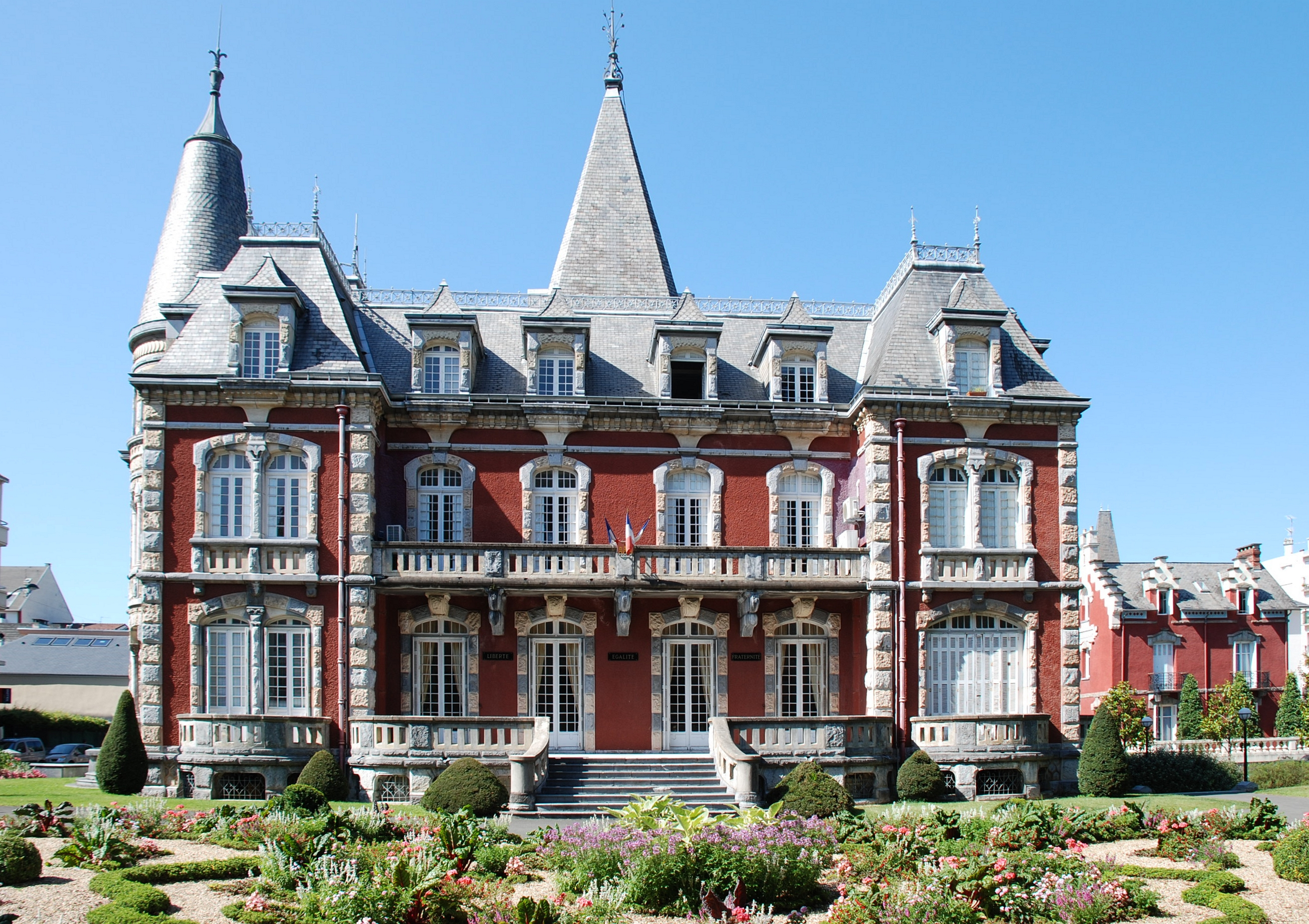
Városháza

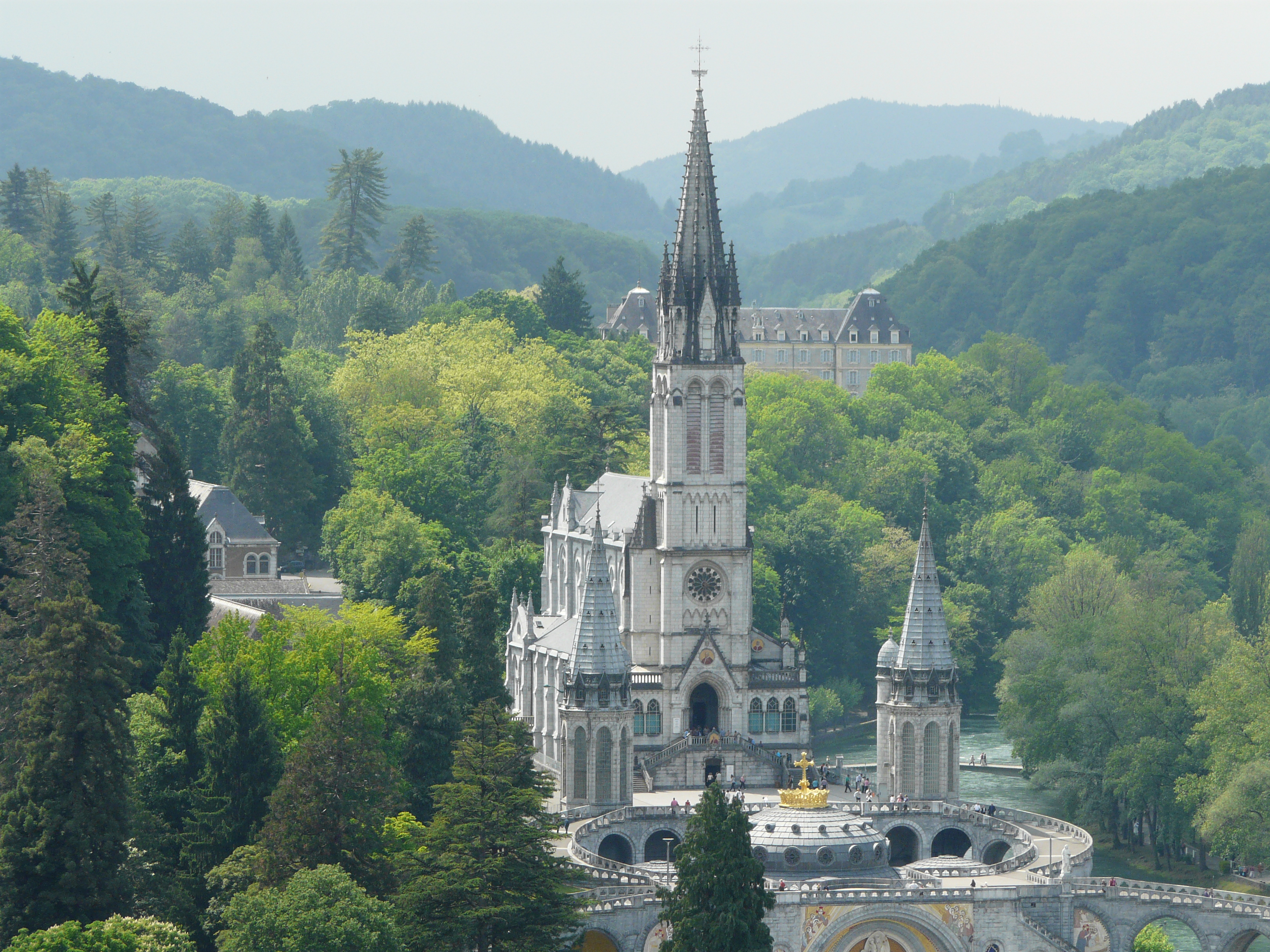
A Szeplőtelen fogantatás Bazilikája

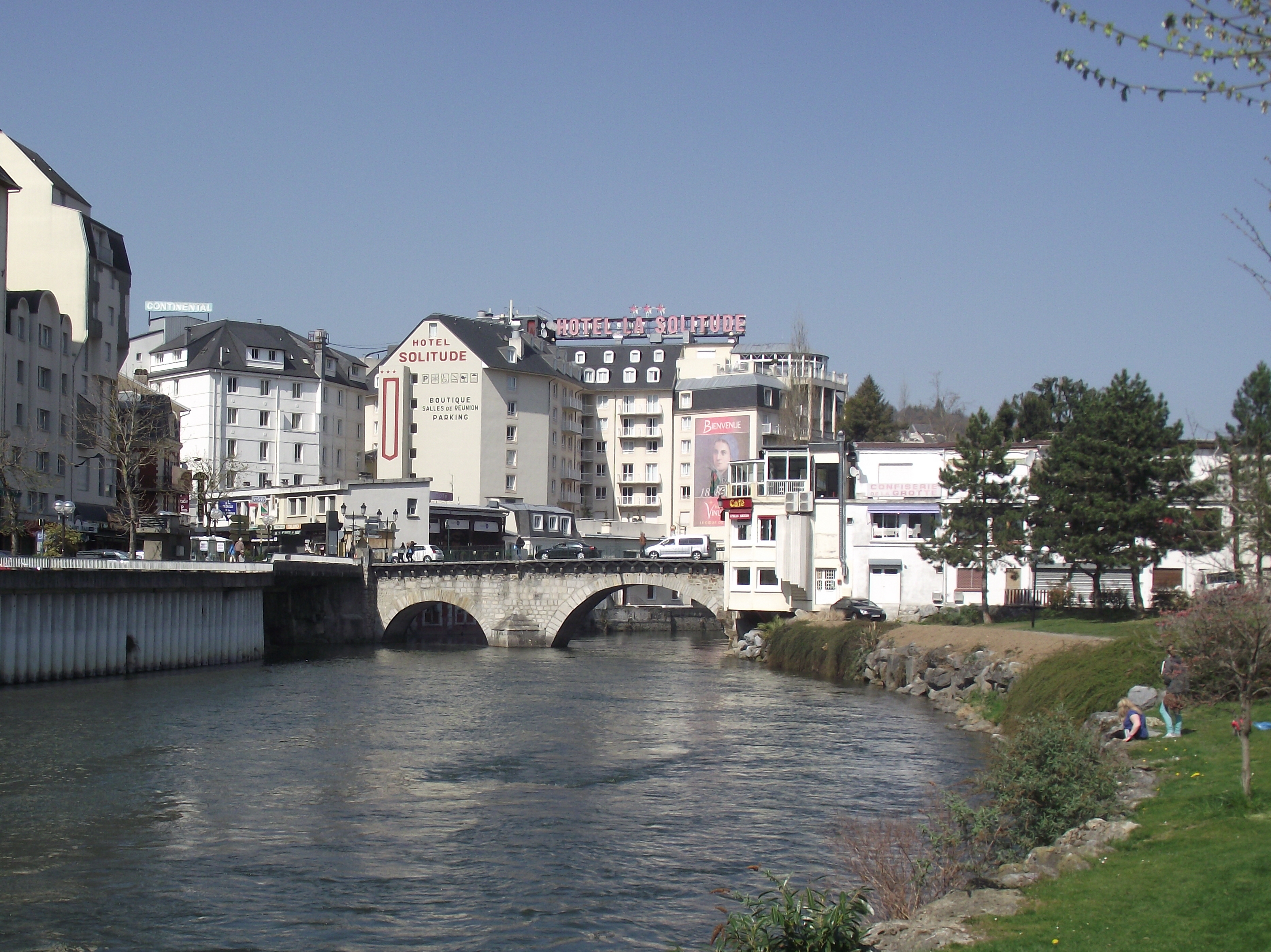
Pont Vieux

A zarándokturizmus a város egyik legfontosabb bevételének számít. Évente 5 millió ember keresi fel. 2008 kivételes év volt, mert a jelenések 150. évfordulóját ünnepelték, így 9 millió zarándok érkezett a városba (1958-ban 8 millió zarándokot jegyeztek fel).
Szállás:
A teljes kapacitás (szállodák, lakóépületek, kempingek, csoportos szállás stb.) Körülbelül 33 700 ágy.
- A szállodák száma 208.
- A lourdes-i szállodaszobák 60%-a 3, 40%-a 4 csillagos.
- 5 idegenforgalmi iroda és 360 apartman (kb. 1400 férőhely)
- 11 kemping (összesen 2407 ággyal)
- 335 ággyal berendezett szálláshely
- 3549 ágy csoportos szállás és egyéni szállás (vallási házak)

2008-ban az éjszakák száma:
- 4 060 823 éjszaka
- éves kihasználtság: 67%
- 83%-os részesedése a szállodaiparban
- 39%-os részvétel a regionális szállodaiparban.

2008-ban a külföldiek által eltöltött éjszakák száma:
- 2 789 573 vendégéjszaka

A lourdes-i regionális szállodák kihasználtsága külföldi látogatók származási országai szerint 2008-ban:
- Egyesült Királyság: 44%
- Svájc: 72%
- Olaszország: 95%
- Amerikai Egyesült Államok: 52%
- Hollandia: 58%
- Belgium / Luxemburg: 59%
- Németország: 53%
- Spanyolország: 55%

Az üdülés időtartama kb. 3 nap.

## Fordítás
- Ez a szócikk részben vagy egészben  a   Lourdes című francia Wikipédia-szócikk fordításán alapul.  Az eredeti cikk szerkesztőit annak laptörténete sorolja fel. Ez a jelzés csupán a megfogalmazás eredetét és a szerzői jogokat jelzi, nem szolgál a cikkben szereplő információk forrásmegjelöléseként.
- Ez a szócikk részben vagy egészben  a   Lourdes című angol Wikipédia-szócikk fordításán alapul.  Az eredeti cikk szerkesztőit annak laptörténete sorolja fel. Ez a jelzés csupán a megfogalmazás eredetét és a szerzői jogokat jelzi, nem szolgál a cikkben szereplő információk forrásmegjelöléseként.